# Uthman ibn Affan
Uthman ibn Affan (àrab: عثمان بن عفان, ʿUṯmān ibn ʿAffān) (c. 579 - 17 de juliol de 656) va ser un dels sahaba («companys») del profeta Mahoma. Havent estat un dels primers convertits a l'islam, va tenir un paper molt important en la primera etapa de la història islàmica, especialment com a tercer califa (644-656) i com a compilador de l'Alcorà. Uthman ibn Affan va tenir moltes dones, entre elles Ruqayya, filla del Profeta, i molts fills, entre ells Aban ibn Uthman ibn Affan, que fou governador de Medina. Pertanyia als Banu Umayya.

## Biografia

### Abans de ser califa
Era un comerciant ric, guapo i elegant, i que dedicava molta atenció al seu aspecte personal i netedat; es va convertir a l'islam quan es va casar amb la filla de Mahoma, Ruqayya, o segons alguns una mica abans, i fou el personatge de més alt rang que fins aleshores s'havia convertit. Hauria participat en les dues hègires a Axum. Indolent, no va prendre part en la batalla de Badr amb l'excusa de cuidar la seva dona malalta. Morta Ruqayya, es va casar amb una altra filla de Mahoma, Umm-Kulthum. No va fer res destacat durant els califats d'Abu-Bakr as-Siddiq i Úmar ibn al-Khattab. De manera inexplicable, el consell dels sis notables que havia d'elegir un successor entre els seus membres, instituït per Úmar al seu llit de mort, el va designar com a nou califa. Es diu que els candidats importants van quedar apartats per les seves rivalitats entre ells o per l'oposició a Úmar, i dels tres que van restar, Uthman era l'únic del clan omeia i per això hauria estat elegit l'11 de novembre del 644.

### El califat
El seu califat s'ha dividit, generalment, en dues èpoques: una primera època considerada de bon govern, del 644 al 650 i una segona considerada de desordre i injustícia, del 650 al 656. La separació entre els dos períodes estaria marcada per la pèrdua del segell del Profeta, el qual, segons la tradició, li va caure al pou d'Arís.
Uthman va seguir en general la política del califa anterior, però a partir del 650 va augmentar l'oposició a mesures que ja havia iniciat el seu predecessor, fins al punt de ser considerades inacceptables. Van començar a aparèixer greuges, com l'acusació de nepotisme per nomenar membres de la seva família, els Banu Umayya o omeies, per a càrrecs importants (sobretot governs provincials) com el nomenament de Muàwiya ibn Abi-Sufyan com a governador de Síria, el d'Abd-Al·lah ibn Àmir ibn Kuraiz a Bàssora (en substitució d'Abu-Mussa al-Aixarí) i el d'al-Walid ibn Uqba a Kufa (en substitució de Sad ibn Abi-Waqqàs). Al-Walid era el seu germanastre i els altres dos també eren parents bastant propers. Al-Walid fou destituït per la seva implicació en un escàndol, i el va substituir un altre parent, Saïd ibn al-As. El govern d'Egipte, que semblava destinat a ser conservat de per vida pel conqueridor del país, Amr ibn al-As, fou donat a Abd-Al·lah ibn Sad ibn Abi-Sarh, que, encara que no era omeia, és a dir parent del califa, tenia un passat dubtós. I el principal conseller d'Uthman fou Marwan ibn al-Hàkam ibn Abi-l-As, el seu cosí i, per tant, també omeia, el qual va fer tornar de l'exili el seu pare, que hi havia estat enviat pel mateix Mahoma. Uthman es proposava reforçar el govern enfront de les tendències autonomistes dels governadors, com havia fet Úmar, però aquest havia aconseguit el mateix sense provocar tant d'enrenou, sobretot pel seu major prestigi i per no mostrar nepotisme, ja que la seva autoritat s'imposava per mitjà de funcionaris d'altres tribus i clans que no estaven vinculats a ell per la sang. El resultat de la política d'Uthman, a més, no fou un augment de la influència del califa sobre els governadors i parents, sinó que aquests l'acabaren dominant a ell.
El tresor requeria una aportació constant d'ingressos procedents del botí. Per això sota Uthman es van fer diverses expedicions i conquestes: es va acabar la conquesta de l'Imperi Sassànida, vacant des de la mort del rei Isdigerdes III; es va ocupar Armènia; es van fer incursions al Magreb occidental, a Núbia i a l'Àsia Menor. Però el botí no fou tan abundant com s'esperava i a més Uthman no el va repartir sencer entre els combatents, sinó que en va reservar una part per als seus parents que eren governadors provincials, i alguns que no ho eren, per als quals va desenvolupar el sistema de feus (katai) iniciat per Úmar. La disminució de les pensions militars, conseqüència de la disminució dels ingressos de la guerra, van crear noves causes de descontentament.
Uthman va ordenar una redacció oficial de l'Alcorà. Els companys del Profeta i l'estament religiós van mostrar la seva oposició en eliminar-se les versions provincials, que permetien als seus intèrprets i lectors, els qurrà, tenir un gran poder sobre les masses, que Uthman temia que els podia fer independents. Els qurrà podien utilitzar passatges autèntics o imaginaris per portar l'aigua al seu molí, i la mesura sembla doncs adequada però lògicament no va agradar als afectats i es va considerar que Uthman s'erigia en únic coneixedor de la veritat per damunt del mateix Profeta.
El 654 va tenir lloc la batalla dels Pals entre els àrabs musulmans dirigits per Abu-l-Àwar i la flota romana d'Orient, comandada personalment per l'emperador Constant II. Va ser part de la primera campanya de Muàwiya ibn Abi-Sufyan per conquistar Constantinoble. La flota romana d'Orient fou destruïda i la flota àrab seguí rumb per intentar un setge de Constantinoble que no va reeixir per una tempesta ferotge que va enfonsar les naus amb la maquinària de setge a bord, de forma que la força terrestre, dirigida per Muàwiya ibn Abi-Sufyan, a Calcedònia, sense l'artilleria, va haver de tornar a Síria.
A poc a poc, es va formar una coalició d'opositors a Uthman que agrupava els amsar d'Egipte, els antics governadors deposats i els antics companys del Profeta allunyats del poder. Uthman, poc capacitat per si mateix, no fou a més ben aconsellat i no va veure el que se li acostava. El primer senyal fou un intent de revolta a l'Iraq. Després va seguir l'afer d'Abu-Dharr, predecessor de l'ascetisme musulmà exiliat a Síria, que fou relegat a Rabadha, on va morir per manca de les coses més necessàries. El 653 van esclatar disturbis seriosos a Kufa, dirigits pels qurrà, que van aconseguir la deposició del governador Saïd ibn al-As, que fou substituït per l'antic governador de Bàssora Abu-Mussa al-Aixarí, un pietista (i enemic d'Uthman), la qual cosa va deixar, de facto, Kufa fora de les mans del govern central. També a Egipte, Abd-Allah ibn Sad, que havia vençut els romans d'Orient en la batalla dels Pals, va haver de renunciar sota pressió d'un grup dirigit per Muhàmmad ibn Abi-Hudhayfa, fill adoptiu d'Uthman però oposat a aquest. Amr ibn al-As, que després de la seva deposició s'havia retirat a Palestina, es creu que va estar al darrere del moviment revolucionari a Egipte que va implicar a àmplies capes de la classe dirigent, molt més nombrosos que a cap altra província.
El 656 tropes de les províncies d'Egipte, Bassòra i Kufa van avançar cap a Medina. Els egipcis, els primers a arribar, estaven dirigits per Abd-ar-Rahman ibn Udays, que va assetjar Medina, entrevistant-se amb el califa i exposant els seus greuges. El califa, amb una actitud humil i conciliadora, va aconseguir calmar els rebels i els va concedir les seves peticions. Els egipcis van retornar, però a al-Arix van interceptar un correu que ordenava al governador Ibn Abi-Sarh d'eliminar tots els caps del moviment al seu retorn; llavors els egipcis van retornar a Medina.
Uthman va negar l'autenticitat de la carta i va suggerir que havia estat fabricada pels seus enemics i es diu que en realitat així fou i que la carta era obra de Marwan ibn al-Hàkam, però Uthman sospitava d'Alí ibn Abi-Tàlib. Els egipcis assetjaven Medina en l'anomenat segon setge de Medina. Uthman fou amenaçat de mort i va ratificar que la carta era una falsificació, que ell era un col·lector de texts de l'Alcorà des de temps del mateix Profeta, que estava casat amb dues filles del Profeta, i que havia portat una vida d'espiritualitat exemplar. Els antics companys, opositors d'Uthman, van mostrar la seva hipocresia, ja que no es van posar al costat dels rebels com haurien hagut de fer, ni tampoc van donar suport a Uthman, i van declarar la seva neutralitat. Àïxa, la vídua del Profeta i enemiga d'Uthman, va eludir la decisió anant-se'n en pelegrinatge a la Meca. Uthman, sense cap mitjà per resistir, va mantenir la dignitat i va refusar abdicar.

### Mort i successió
El setge va començar el juny del 656. El 17 de juliol del 656, un grup de persones dirigides per Muhàmmad ibn Abi-Bakr, fill del primer califa i germà d'Àïxa, van matar Uthman (la tradició assigna la mort a diverses persones, entre les quals Talha ibn Ubayd-Al·lah). L'esposa d'Uthman, la kalbita Nàïla bint al-Furàfisa, fou ferida, i la casa on vivien, saquejada. Muàwiya havia enviat tropes des de Síria, però, segons la tradició, les havia enviat expressament amb retard i, en tot cas, van rebre la notícia de l'assassinat a mig camí i van decidir retornar a Damasc.
Immediatament després de la mort es va procedir a l'elecció d'un nou califa i, mercès al suport dels ansar de Medina, fou elegit com a nou califa Alí ibn Abi-Tàlib.

## Valoració i llegat
Es diu que Uthman va ser el primer califa a adoptar el títol de khalífat Al·lah (‘vicari de Déu’). L'opinió general de la comunitat musulmana sunnita i dels historiadors sunnites sobre el govern d'Uthman és en general positiva, especialment pel que fa a la seva indulgència; segons ells, els parents que va nomenar, com ara Muàwiya o Abd-Al·lah ibn Àmir, van demostrar ser efectius tant en la gestió militar com en la política. Historiadors com Zaki Muhammad, han acusat Uthman de corrupció, particularment en el cas d'al-Walid ibn Uqba.
Potser l'acte més significatiu d'Uthman va ser permetre a Muàwiya i Abd-Al·lah ibn Sad, governadors respectivament de Síria i d'Àfrica del Nord, formar la primera marina musulmana integrada al mar Mediterrani, rivalitzant amb la dominació marítima de l'Imperi Romà d'Orient. La (hipotètica) conquesta d'Ibn Sad de la costa sud-est de la península Ibèrica, la seva sorprenent victòria en la batalla dels Pals a Lícia i l'expansió a altres costes del mar Mediterrani són generalment passats per alt. Aquests èxits van donar lloc a la primera armada musulmana permanent, permetent així la primera conquesta marítima musulmana de Xipre i Rodes. Posteriorment, això va obrir el camí per a l'establiment de diversos estats musulmans al mar Mediterrani durant les èpoques omeies i abbàssides posteriors, que van arribar en forma de l'Emirat de Sicília i el seu vassall menor l'Emirat de Bari, així com l'Emirat de Creta i la dinastia aglàbida. La importància del desenvolupament naval d'Uthman i el seu llegat polític ja va ser acceptada per Muhammad M.Ag, autor de Islamic Fiscal and Monetary Policy, ‘Política fiscal i monetària islàmica’, i reforçada encara més per Hassan Khalileh a partir del que explica Tarikh al Bahriyya wal Islamiyya fii Misr wal Sham, ‘Història dels mars i l'islam a Egipte i el Llevant’, d'Ahmad Abaddy i Esayyed Salem.
Des d'una perspectiva expansionista, Uthman es considera hàbil en la gestió dels conflictes, per tal com va tractar amb els primers territoris conquerits musulmans, com Kufa i Bàssora, on va redirigir els colons àrabs més extremistes cap a noves campanyes militars i expansions. Això no només va donar lloc a la resolució dels conflictes interns en aquests assentaments, sinó que també va ampliar encara més el territori del primer califat, a l'oest fins al sud de la península Ibèrica i a l'est fins a Sind, a l'actual Pakistan.
Impacte religiós durador
A Uthman se li atribueix la unitat a la versió actual de l'Alcorà. Abans del regnat d'Uthman, l'Alcorà no existia formalment com a text fix, sinó que estava escrit de forma fragmentària i com una obra parlada i recitada. Uthman va observar que això comportava alguns reptes. Per exemple, fins i tot els homes de la mateixa tribu de vegades no estarien d'acord sobre com es recita l'Alcorà. Tot i que alguns dels companys de Mahoma havien intentat reunir col·leccions de l'Alcorà, encara no s'havia estandarditzat. Anas bin Malik va informar que Hudhaifa tenia por de les seves diferències (la gent de Sham i l'Iraq) en la recitació de l'Alcorà, així que va dir a Uthman: "Oh cap dels creients! Salveu aquesta nació abans que discrepin sobre el Llibre... Així que Uthman va enviar un missatge a Hafsa dient: "Envieu-nos els manuscrits de l'Alcorà perquè puguem recopilar els materials alcorànics en còpies perfectes i tornar-vos els manuscrits". Hafsa ho va enviar a `Uthman. Aleshores, Uthman va ordenar a Zaid bin Thabit, 'Abdullah bin AzZubair, Sa'id bin Al-As i 'AbdurRahman bin Harith bin Hisham que reescriguessin els manuscrits... " Aquesta ordre califat feta per Uthman va donar la forma final de l'Alcorà que tenim avui, i encara que existeixen algunes petites variants en algunes zones, la majoria de les lectures i recitacions variants s'han perdut o destruït.